# Jigglypuff
Jigglypuff (japanski: プリン Purin) jedan je od 1025 fiktivnih vrsta Pokémona iz medijske franšize Pokémon, skupa Pokémon videoigara, animiranih serija, manga stripova, knjiga, igraćih karata i drugih medija kojima je tvorac Satoshi Tajiri. Svrha je Jigglypuffa u videoigrama, animiranoj seriji i manga stripovima, kao i svrha ostalih Pokémona, borba s divljim Pokémonima – neukroćenim stvorenjima koje igrači i likovi pronalaze dok kreću na razne avanture – i pripitomljenim Pokémonima drugih Pokémon trenera.

## Etimologijaimena
Jigglypuff je veoma poznat po svojoj melodiji koja svakoga tko je čuje šalje ravno u zemlju snova. Njegovo ime kombinacija je riječi "jiggly" što se odnosi na njegove zdepaste kretnje, i riječi "puff" što se odnosi na njegovo napuhnuto tijelo. 
Njegovo japansko ime, Purin, vjerojatno dolazi od japanske riječi za puding.

## Pokédex podaci
- Pokémon Red/Blue: Kada njegove velike oči poprime sjaj, pjeva tajanstveno umirujuću melodiju koja uspavljuje protivnike.
- Pokémon Yellow: Koristi svoje zavodljive oči kako bi očarao neprijatelje. Zatim pjeva ugodnu melodiju koja ih uspavljuje.
- Pokémon Gold: Ako se napuše kako bi otpjevao uspavanku, može pjevati dulje i uzrokovati sigurnu omamljenost kod protivnika.
- Pokémon Silver: Gledanje u njegove slatke okrugle oči navodi ga da pjeva umirujuću melodiju koja uspavljuje njegove protivnike.
- Pokémon Crystal: Koluta svojim umiljatim očima dok pjeva umirujuću uspavanku. Njegova nježna pjesma uspavljuje svakoga tko ju čuje.
- Pokémon Ruby: Jigglypuffove glasnice mogu se slobodno prilagođavati valnoj duljini njegova glasa. Ovaj Pokémon koristi tu sposobnost kako bi pjevao na točno određenoj valnoj duljini koja omamljuje i uspavljuje njegove protivnike.
- Pokémon Sapphire: Dok pjeva, nikada se ne zaustavlja da uzme daha. Ako je u borbi protiv protivnika koji se teško da uspavati, Jigglypuff ne može disati, ugrožavajući pritom i svoj život.
- Pokémon Emerald: Nitko ne može izbjeći san nakon slušanja Jigglypuffove pjesme. Zvučni valovi njegova glasa u skladu s moždanim valovima osobe u dubokom snu.
- Pokémon FireRed: Očarava protivnike svojim velikim, okruglim očima, a zatim ih uspavljuje pjevajući umirujuću melodiju.
- Pokémon LeafGreen: Kada njegove velike oči poprime sjaj, pjeva tajanstveno umirujuću melodiju koja uspavljuje protivnike.
- Pokémon Diamond/Pearl: Kada zatreperi svojim velikim, okruglim očima, započinje pjevati uspavanku koja svakoga čini pospanim.

## U videoigrama
Jigglypuffa se može pronaći na Stazama 3 u Pokémon Red i Blue videoigrama, te u FireRed i LeafGreen igrama, na Stazama 5, 6, 7 i 8 u Pokémon Yellow, na Stazama 3, 4 i 46 u Gold i Silver verzijama, na Stazama 5, 6, 7, 8, 34 i 35 u Pokémon Crystal, i na Stazi 115 u Emerald, Ruby i Sapphire verzijama.
U igrama Pokémon Diamond i Pearl, prisutan je kao jedan od dnevnih Pokémona u Trofejskom vrtu. 

## Tehnike
| Prirodne tehnike                   | Prirodne tehnike | Prirodne tehnike |
| ---------------------------------- | ---------------- | ---------------- |
| Tehnika                            | Vrsta tehnike    | Razina           |
| Pjevanje (Sing)                    | Normalni         |                  |
| Obrambeno kovrčanje (Defense Curl) | Normalni         | 5                |
| Mljevenje (Pound)                  | Normalni         | 9                |
| Onesposobljavanje (Disable)        | Normalni         | 13               |
| Kotrljanje (Rollout)               | Kameni           | 17               |
| Dvostruka pljuska (Doubleslap)     | Normalni         | 21               |
| San (Rest)                         | Psihički         | 25               |
| Tresak tijelom (Body Slam)         | Normalni         | 29               |
| Žiro lopta (Gyro Ball)             | Čelični          | 33               |
| Razbuđujuća pljuska (Wake-up Slap) | Borbeni          | 37               |
| Mimika (Mimic)                     | Normalni         | 41               |
| Hiper glas (Hyper Voice)           | Normalni         | 45               |
| Dvostruka oštrica (Double Edge)    | Normalni         | 49               |

## Statistike
| HP:      | 115 |  |
| Attack:  | 45  |  |
| Defense: | 20  |  |
| Special: | 25  |  |
| SpAtk:   | 45  |  |
| SpDef:   | 25  |  |
| Speed:   | 20  |  |

Statistika Special korištena je samo tijekom prve generacije; kasnije je podijeljenja na Special Attack i Special Defense statistike.

## U animiranoj seriji
Jigglypuff je u animiranoj seriji periodičan lik koji sanja o tome da postane najveći pjevač nakon inspiracije Asha i društva. Nažalost, svaki put ovaj san pada u vodu jer sva publika kojoj Jigglypuff pjeva utone u san. Zbog toga, Ash Ketchum i njegovi prijatelji bježe kada naiđu na Jigglypuffa, koji očito nije zadovoljan time što sva njegova publika zaspe kada propjeva. Sa sobom stalno nosi crni flomaster (koji je nekada pripadao Misty), njegov "mikrofon", koji koristi da bi išarao svakoga tko zaspi na njegovu melodiju. Samo u dva slučaja Jigglypuff je mislio da su svi čuli njegovu pjesmu do kraja: prvi put bio je to Mistyjin Psyduck, no ubrzo zatim Jigglypuff je shvatio da je Psyduck zaspao s otvorenim očima, a drugi put bio je to Whismur, Pokémon sa sposobnošću Neprobojnosti zvuka (Soundproof), koji je bio imun na napade temeljene na zvuku, te je odslušao pjesmu do kraja, ali je kasnije ipak zaspao. 